# Pitkerro House

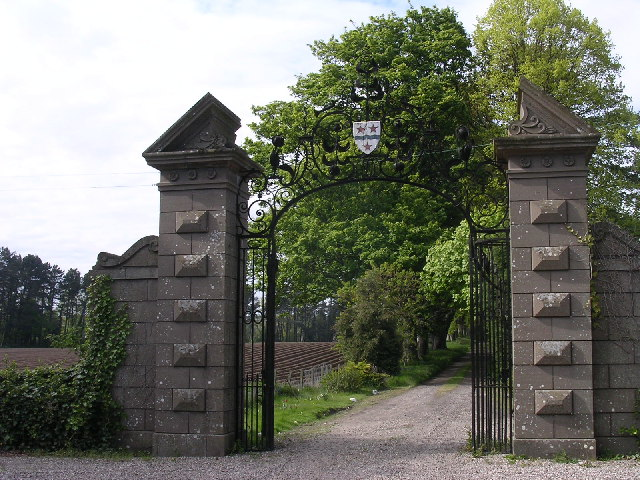
Zufahrtstor neben der Lodge

Pitkerro House ist ein Herrenhaus in der schottischen Stadt Dundee in der gleichnamigen Council Area. 1963 wurde das Bauwerk in die schottischen Denkmallisten in der höchsten Denkmalkategorie A aufgenommen. Die zugehörige Lodge ist eigenständig als Kategorie-A-Bauwerk klassifiziert. Beide Bauwerke zusammen bilden außerdem ein Denkmalensemble der Kategorie A.

## Geschichte
Die aus dem nahegelegenen Monifieth stammende Familie Durham erwarb das Anwesen Pitkerro im Laufe des 16. Jahrhunderts. Das Herrenhaus ließ vermutlich James Durham im Jahre 1593 errichten. Im mittleren 19. Jahrhundert wurde es erweitert. Pitkerro House gelangte später in die Hände von Archibald Campbell Douglas Dick, der im Jahre 1902 den schottischen Architekten Robert Lorimer mit der Überarbeitung und Erweiterung betraute. Eine katholische Laiengemeinde pachtete das nach dem Zweiten Weltkrieg leerstehende Herrenhaus und erwarb es schließlich 1974. Die Lodge entstand im Jahre 1902 nach einem Entwurf Lorimers. Sie wurde aus dem Anwesen herausgelöst und gehört einem anderen Eigentümer.

## Beschreibung
Pitkerro House steht am Nordostrand von Dundee. Das zweistöckige Herrenhaus weist einen L-förmigen Grundriss auf. Seine Fassaden sind mit Harl verputzt, wobei Natursteindetails abgesetzt sind. Aus der Fassade des ursprünglichen Gebäudes tritt ein gerundeter Treppenturm heraus. Der Sturz des Hauptportals zeigt das Monogramm „I.D.I.F“ im Zusammenhang mit der Jahresangabe 1593. Das Dach ist mit grauem Schiefer eingedeckt.
Die Pitkerro Lodge steht an der Drumsturdy Road rund 600 m südlich des Herrenhauses. Das einstöckige Haus ist im Stile des 17. Jahrhunderts gestaltet. Ihre Fassaden sind mit Harl verputzt und das Walmdach mit grauem Schiefer eingedeckt. Das neben der Lodge gelegene Tor ist klassizistisch ausgestaltet. Seine Torpfosten schließen mit Fries und einem stilisierten gebrochenen Dreiecksgiebel. Das zweiflüglige Gusseisentor ist mit Monogramm und Wappenschild gestaltet.